# Cappella di Santa Maria della Rotonda
La cappella di Santa Maria della Rotonda è un edificio di culto rurale della parrocchia di Santa Maria del Lacco a Ravello. Essa è ubicata lungo i confini delle mura orientali del comune, confinando con i nuclei abitativi di Casa Rossa, di Santa Croce e del villaggio minorese di Villa Amena.

## Storia
Documentata sin dal 1143, secondo lo storico Matteo Camera originariamente sarebbe sorta in stile bizantino, struttura architettonica che le ha conferito l'appellativo di Rotonda. La via che dal centro storico della città conduceva a tale chiesa è nota dal 1249 come vicus ecclesiae Sancte Marie Rotunde. Secondo le Visite Pastorali, nel 1604 versa in condizioni fatiscenti e nel 1607 risulta completamente crollata. Nel XVIII secolo viene eretta nuovamente in stile barocco a spese della famiglia Giordano, la quale istituisce la festività della Madonna, fissata alla seconda domenica dopo Pasqua, celebrata ancora oggi con gran concorso di fedeli e devoti ravellesi e minoresi. Nel 1898 la chiesa fu restaurata a devozione del minorese Carlo De Iulis, così come oggi possiamo ammirarla.

## Descrizione
Oggi, la cappella si presenta preceduta da un ampio sagrato verde dal quale si può vedere il panorama di Minori. La facciata presenta un arco pensile ricoperto con tegole in argilla. Al di sopra dell'ingresso è presente una finestrella ogivale. Sul tetto è presente una monofora a ventaglio nella quale occhieggia una piccola campana ottocentesca. L'interno si presenta come una camera quadrangolare con volta a botte: è stato restaurato a devozione dei fedeli della località negli anni Novanta del Novecento ed è caratterizzato da stucchi rosa e bianchi. Dalla base della volta, ha inizio un intreccio d'archi. Sul soffitto sono presenti due medaglioni affrescati datati 1900 del pittore S. Cretella, raffiguranti rispettivamente San Pietro che conforta Sant'Agata nelle carceri e Due Angeli in adorazione del Santissimo Sacramento. La pavimentazione marmorea, costituita da una teoria di lastre marmoree bianche e nere, reca la scritta «A divozione di Carlo De Iulis, Anno Domini 1898». Dopo aver superato i banchi donati dai fedeli, c'è il presbiterio accennato da un gradino. L'altare tridentino è in marmi policromi porpora e bordeaux e sulla base si legge la stessa scritta posta sul pavimento «A divozione di Carlo De Iulis nell'anno 1898». Il tabernacolo è un tempio greco sovrastato dalla colomba dello Spirito Santo sorretta da due puttini; lo sportellino, in rame sbalzato, rappresenta Maria Santissima delle Grazie. Accanto all'altare, si apre la nicchia ove si custodisce la statua in cartapesta della Beata Vergine Maria della Rotonda, ascrivibile al XX secolo. Prossima all'ingresso è la sagrestia, una camera con volta a schifo, abbellita da affreschi tardo-ottocenteschi riproducenti vivaci motivi floreali, tra i quali si riconoscono fiori e foglie d'acanto.